# Strage di Bosco delle Castagne
La strage di Bosco delle Castagne, avvenuta il 10 marzo 1945 a Belluno, fu l'esecuzione sommaria per rappresaglia di dieci partigiani italiani e un militare francese da parte del 2º battaglione del reparto militare della Polizeiregiment "Bozen".

## Storia
Belluno 7 marzo 1945. Le truppe tedesche si recarono al poligono di tiro, ma inaspettatamente trovarono due enormi cartelli con la sagoma di Adolf Hitler dove c'era scritto "Zigklt gut" ossia "mirate bene". I tedeschi corsero immediatamente a togliere i due cartelloni, ma il terreno attorno era minato: quattro di loro morirono subito e altri quattro in seguito per le ferite. Il maggiore Ernst Schroeder che comanda il battaglione di altoatesini chiede  che vengano giustiziati per rappresaglia 50 partigiani ma la gendarmeria tedesca, comandata dal tenente Karl Georg Eberhard Schöngarth, gliene concede dieci. 
Vennero quindi prelevati dieci partigiani detenuti al carcere di Baldenich e, la mattina del 10 marzo 1945, furono impiccati nel Bosco delle Castagne, che si trova poco a nord di Belluno. Nonostante le vittime della rappresaglia avrebbero dovuto essere dieci, si ebbero invece 11 esecuzioni in quanto i nazisti, resisi conto di uno scambio di persona, quando fecero rientro in caserma, fucilarono anche il partigiano indicato nell’elenco delle vittime ma che era inizialmente scampato all'impiccagione. Nell'elenco era infatti inserito il nome di Giuseppe Cibien ma al suo posto venne invece prelevato, per un errore di omonima, e poi impiccato, Giovanni Cibien.

## Elenco delle vittime
- Mario Pasi detto "Montagna"
- Giuseppe Santomaso detto "Franco"
- Francesco Bortot detto "Carnera"
- Marcello Boni detto "Nino"
- Pietro Bertanza detto "Porthos"
- Giuseppe Como detto "Penna"
- Ruggero Fiabane detto "Rampa"
- Giovanni Cibien detto "Mino"
- Giovanni Candeago detto "Fiore"
- uno sconosciuto soldato francese indicato solo come "Joseph"
- Giuseppe Cibien, fucilato in caserma